# ManoMano
ManoMano est une entreprise française du secteur du commerce en ligne spécialisée dans le domaine du bricolage et du jardinage. Elle est détenue par la société Colibri.
Créée en France en 2012 sous la forme d'une place de marché d'internet, l'entreprise est présente depuis fin 2016 en France, en Belgique, en Espagne, en Italie, au Royaume-Uni et en Allemagne. 

## Histoire

### Création
L'entreprise est cofondée en juillet 2012 par Christian Raisson et Philippe de Chanville, tous les deux diplômés de l’EDHEC Business School, sous la dénomination sociale Colibri SAS. Le site internet est lancé en France en juin 2013 sous le nom MonEchelle, puis change de nom en septembre 2015 pour devenir ManoMano et s'étend en France, en Espagne, en Italie, au Royaume-Uni puis en Allemagne. 

### Développement de la société
En juillet 2012 ManoMano (sous le nom de MonEchelle) effectue une première levée de fonds de 150 000 € afin de financer le lancement de sa place de marché en ligne en France.
En mai 2013, la société effectue une deuxième levée de fonds d'un montant de 300 000 € auprès de business angels et met en ligne son site Internet un mois plus tard.
En février 2014, une troisième levée de fonds de 150 000 € est effectuée auprès des actionnaires historiques.
En septembre 2014, la start-up réalise une nouvelle levée de fonds de l'ordre de 2 millions d'euros auprès du fonds CM-CIC Capital Privé et de l'un des actionnaires historiques. Ces financements permettent à ManoMano de se lancer sur le marché européen : en juin 2015 la plateforme s'ouvre à l'Espagne, en juillet à l'Italie et en janvier 2016 au Royaume-Uni.
En septembre 2015, MonEchelle change de nom pour devenir ManoMano et lance en novembre le service Supermano, une plateforme de mise en relation entre bricoleurs et particuliers ayant des besoins ponctuels en petits travaux.
En mars 2016, ManoMano lève 13 millions d'euros auprès de Partech Ventures, Piton Capital, CM-CIC Capital Privé et du Fonds Ambition Numérique de Bpifrance ce qui lui permet de passer à 70 salariés et d'accélérer son déploiement en Europe. La même année la société intègre le programme Scale-Up de Google qui a pour but d'accompagner les startups dans leur croissance.
En novembre 2016, ManoMano ouvre sa plateforme en Allemagne. En avril 2017 la société compte 150 salariés et 1,2 million de produits référencés.
En septembre 2017, ManoMano lève 60 millions d'euros auprès de General Atlantic.
En novembre 2018, ManoMano crée une agence à Bordeaux. Elle compte recruter une cinquantaine de personnes, essentiellement des profils de développeurs et data scientists.
La place de marché d'articles de bricolage et jardinage a levé entre décembre 2018 et mars 2019 un tour de 110 millions d'euros, incluant une partie de secondaire. Eurazeo et Idinvest mènent l'opération, accompagnés du fonds Large Venture de Bpifrance, d'Aglaé Ventures et des actionnaires existants General Atlantic, Partech, CM-CIC Capital Privé et Piton.
En septembre 2019, ManoMano intègre le Next40. 
À la fin de l'année 2019, ManoMano enregistre un volume d'affaires de 620 millions d'euros et compte 420 salariés et 4 millions de références produits. 
Début 2020, ManoMano lève 125 millions d'euros. La place de marché de bricolage et jardinage fait entrer en chef de file le fonds souverain singapourien Temasek et la société d'investissement Kismet Holdings.
À la fin de l'année 2020, ManoMano double son volume d'affaires global et atteint 1,2 milliard d'euros. La plateforme cumule alors 50 millions de visiteurs uniques par mois et 7 millions de clients actifs sur ses marchés en Europe.
En juillet 2021, ManoMano annonce une levée de fonds de 355 millions de dollars auprès d'investisseurs, dont Dragooner, valorisant l'entreprise à 2,6 milliards de dollars. 
En janvier 2023, ManoMano annonce afficher l'empreinte carbone de centaines de milliers de produits de son catalogue.
En octobre 2023, ManoMano annonce un plan de licenciement de 230 postes, dont 80 postes en France à la suite de mauvais résultats et d'une envie de restructuration. 
À ce jour, le nombre de salariés ayant quitté la société n’est pas connu, même si le chiffre officiel fait état d’un quart des effectifs, ce chiffre ne prends pas en compte les départs volontaires, notamment des directeurs.trices sur des postes stratégiques.   
Cette restructuration a eu plusieurs conséquences comme la délocalisation des services à la clientèle qui étaient en France vers Madagascar (ADM Value) et le Portugal (Armatis).

## Identité visuelle

Logo de ManoMano depuis sa création
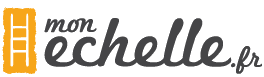
Logo de ManoMano (ex-monechelle) de 2013 à 2015.
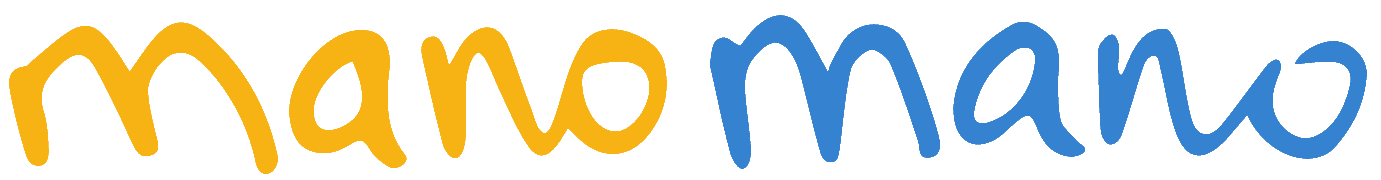
Logo de ManoMano de 2015 à 2018.
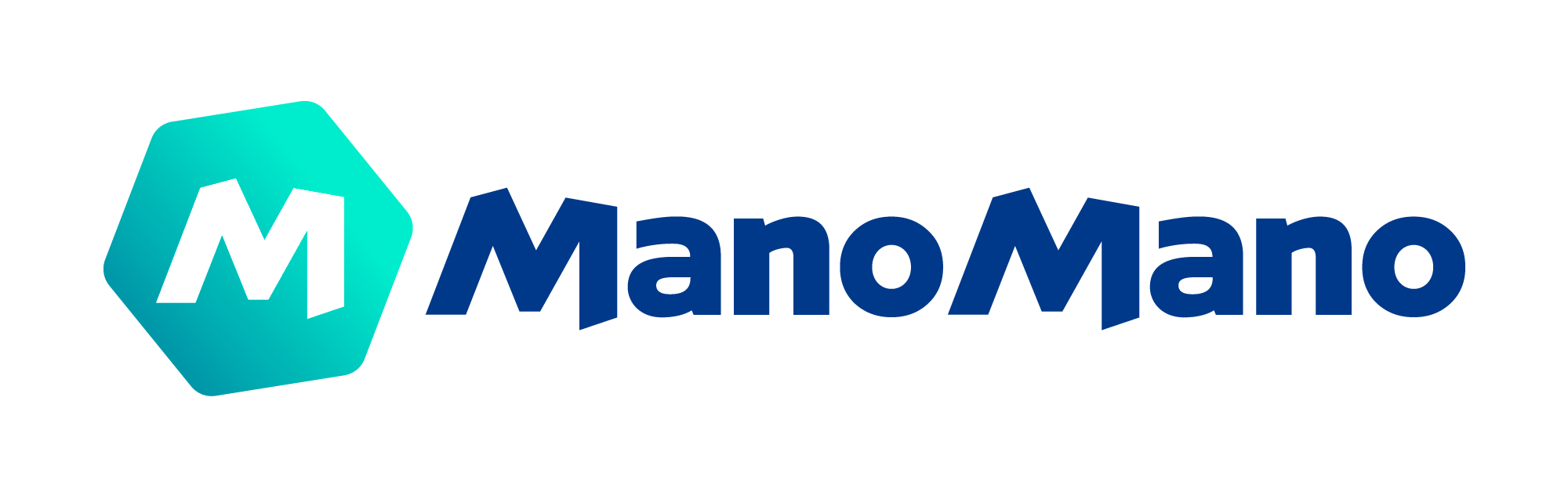
Logo de ManoMano depuis 2018.

## Controverses
En avril 2023, des enquêtes menées par 60 Millions de Consommateurs et En-Contact ont révélé des allégations selon lesquelles ManoMano aurait encouragé la publication de faux avis sur son site. Les enquêtes ont rapporté que des "Manodvisors", des travailleurs indépendants payés par la plateforme, auraient été encouragés à laisser des avis positifs sur certains produits en échange de compensations. Un document interne aurait même fourni des instructions spécifiques sur les points à mettre en avant dans ces avis. Si ces pratiques sont avérées, elles pourraient être considérées comme des pratiques commerciales trompeuses, passibles d'une amende de 300 000 € en France. ManoMano a nié ces accusations, affirmant que les avis de leurs testeurs sont indépendants et non influencés par les marques,.
En mai 2023, Mediapart a publié un article affirmant que ManoMano est accusé de recourir au salariat déguisé. Une dizaine de micro-entrepreneurs travaillant pour la plateforme cherchent à faire requalifier leur relation de travail en contrat de travail salarié, alléguant qu'ils sont soumis à des conditions de travail et à un contrôle similaire à celui des employés classiques. Ils rapportent devoir suivre des formations et procédures strictes, sans pouvoir fixer leurs tarifs. ManoMano a rejeté ces accusations, affirmant que les travailleurs sur leur site ne sont soumis à aucune contrainte de résultats financiers ou de temps de présence.
En avril 2024, L'Humanité rapporte que ManoMano est poursuivi par plusieurs de ses conseillers autoentrepreneurs, qui demandent la requalification de leur contrat en contrat de travail. Ces travailleurs dénoncent des conditions de travail précaires, des commissions insuffisantes, et des exigences de performance élevées. Ils affirment que leurs conditions se sont dégradées avec le temps, notamment après l'arrivée de nouveaux responsables en 2021, qui ont réduit les avantages et augmenté les exigences.